# Woodsia appalachiana
Woodsia appalachiana là một loài dương xỉ trong họ Woodsiaceae. Loài này được T.M.C. Taylor mô tả khoa học đầu tiên năm 1947.